# Хуэй-ван (Чжоу)
Хуэй-ван (кит. упр. 周惠王, пиньинь: Zhōu Huì Wáng; умер в 652 г. до н. э., наследственное родовое имя: Цзи (姬, Jī), собственное имя: Лан (閬, Làng)) — сын Си-вана (周僖王), семнадцатый правитель династии Чжоу и пятый правитель Восточной Чжоу, занимал трон с 676 г. по 652 г. до н. э.

## Правление
При Хуэй-ване была совершена попытка дворцового переворота. Дядя правителя, сын Чжуан-вана от наложницы, любимец отца Туй (Цзы Туй), попытался было захватить трон. Несколько видных аристократов-дафу (по версии «Го юя» — трое, по «Цзо-чжуань» — пятеро), обиженные ваном, который будто бы отобрал у одного из них сад, у другого — дворец, а у остальных — земли, в 675 г. до н. э. подняли мятеж. Мятежники, однако, были разбиты и бежали в Вэй. Но царство Вэй, около тридцати лет назад выступавшее в составе коалиции вана против Чжэн, на сей раз оказалось на стороне мятежников. С его помощью Туй был возведен на престол, а законный ван бежал в Чжэн, где и провел два-три года, пока правители Чжэн и Го совместными усилиями не низвергли и не убили Туя, вернув Хуэй-вана на трон. Любопытно, что свое решение вступиться за низложенного вана правители Го и Чжэн мотивировали, в частности, тем, что Туй много веселится, радуясь чужой беде.
Вернувшись на престол, Хуэй-ван направил в царство Ци своего представителя шао-бо Ляо, чтобы он подтвердил полномочия циского Хуань-гуна в качестве ба. За это ван просил покарать царство Вэй, незадолго до того поддержавшее мятежника Цзы Туя. Хуань-гун выполнил эту просьбу в 666 г. до н. э..
Хуэй-ван провел на троне четверть века, но ничего существенного об этих годах (кроме мятежа Цзы Туя) источники не сообщают. Ему наследовал сын Сян-ван.